# Estadio de Espiñedo
El estadio municipal de Espiñedo es un campo de fútbol del municipio español de Carballino, en la provincia de Orense, Galicia. Es propiedad del Ayuntamiento de Carballino y en él juega sus partidos como local el Club Deportivo Arenteiro.
Dispone de un terreno de juego de hierba natural de 105 x 68 metros. Cuenta con una grada cubierta y capacidad para unas 2000 personas.